# كينغز مارش (تشيشير)
كينغز مارش (بالإنجليزية: Kings Marsh)‏ هي قرية و أبرشية مدنية تقع في المملكة المتحدة في إنجلترا. يقدر عدد سكانها بـ 30 نسمة .